# Karlskoga (comune)
Karlskoga è un comune svedese di 29 681 abitanti, situato nella contea di Örebro. Il suo capoluogo è la cittadina omonima.

## Amministrazione

### Gemellaggi
- Riihimäki
- Fredrikstad
- Aalborg
- Husavik
- Mezőtúr
- Wheaton (Illinois)
- Sanremo
- Narva (città)
- Olaine
- Anykščiai
- Ivangorod